# Hall of Fame Tennis Championships 2004
Hall of Fame Tennis Championships 2004 — тенісний турнір, що проходив на кортах з твердим покриттям у місті Ньюпорт, USA з 5 липня . Належав до категорії International Series.

## Фінальна частина

### Одиночний розряд
Грег Руседскі —  Александер Попп 7–6(7–5), 7–6(8–2)

### Парний розряд
Джордан Керр /  Джим Томас —  Грегорі Карраз /  Ніколя Маю 6–3, 6–7(5–7), 6–3